# Ахимеир, Абба
Абба Ахимеир (настоящее имя Аба Шойл Гайсинович; 2 ноября 1897, село Долгое, близ Бобруйска — 6 июня 1962, Тель-Авив) — журналист и писатель, один из лидеров сионистов-ревизионистов. Возглавлял правую «ревизионистско-максималистскую» фракцию движения.

## Биография
Родился в семье лесоторговца Исаака (Айзика Зельмановича) Гайсиновича и Сары Хаи Гельфанд. Впервые приехал в Палестину в юношеском возрасте, в 1912—1914 годах учился в гимназии «Герцлия». В 1914 году вернулся в Россию и вступил в сионистское рабочее движение «Цеирей Цион». После Первой мировой войны изучал историю в Льежском Венском университетах (где в своей докторской диссертации рассматривал «русский вопрос» в свете труда Шпенглера «Закат Европы»), а в 1924 году вновь приехал в Палестину, где стал членом сионистской рабочей партии «Ха-Поэль ха-Цаир». Со временем взгляды Ахимеира претерпели трансформацию, он стал последовательным антикоммунистом и антисоциалистом и в 1928 году вступил в ревизионистскую партию. Ахимеир начал призывать к сопротивлению британским мандатным властям и организовал ряд выступлений против них, за что в 1930-е годы неоднократно был арестован.
В 1933 году Ахимеиру было предъявлено обвинение в подстрекательстве к убийству Хаима Арлозорова, но он был оправдан судом за недостаточностью улик. Многие участники сионистского рабочего движения видели в убийстве Арлозорова доказательство существования фашистских тенденций в ревизионистской партии, однако ревизионисты утверждали, что процесс был сфабрикован их политическими противниками. В 1935 году во время процесса по делу об убийстве Арлозорова, ещё находясь в тюрьме, Ахимеир был осуждён на тюремное заключение за организацию нелегального «Союза бунтарей», после которого написал книгу «Репортаж с отсидки». Члены Союза бунтарей, помимо публичных выступлений против мандатных властей, также организовали нелегальную иммиграцию в Палестину примерно шестисот евреев.

## Взгляды
Взгляды Ахимеира в 1920-х годах были близки к фашизму. Ахимеир критиковал верхушку сионистского рабочего движения, обвиняя её деятелей в коррупции, и призывал к созданию независимой Сионистской федерации.
В конце 1920-х — начале 1930-х годов Ахимеир опубликовал в газете «Доар а-Йом» серию статей под общим названием «Записки фашиста». Группа Ахимеира называла итальянский фашизм национальным движением, достойным подражания, а единственным недостатком национал-социализма считала присущий ему антисемитизм. В то же время именно члены «Союза бунтарей» стали инициаторами антинацистского бойкота в Палестине.
Экономические взгляды Ахимеира были продолжением его политической позиции. Исходя из того, что только нация является гарантом благосостояния своих членов, он выступал за протекционистские тарифы, защищающие местную продукцию от конкуренции, и в то же время против любого вмешательства государства в экономические и социальные процессы.
Взгляды Ахимеира способствовали становлению идеологии организаций «ЭЦЕЛ» и «Лехи». Ахимеир написал значительное количество статей, многие из которых носили острый полемический характер, и несколько книг. В 1966 и 1968 годах вышли первые два тома его «Избранных сочинений», а в 1972 году была издана его книга «Союз бунтарей».